# Peristrophe
Genre
Classification APG III (2009)
Peristrophe est un genre de plantes à fleurs de la famille des Acanthacées. Il comprend une quinzaine d'espèces de plantes herbacées originaires des régions tropicales et australes d'Afrique, de Madagascar, d'Inde et d'Asie du Sud-Est.
Selon Plants of the World Online, c'est un synonyme de Dicliptera.

## Description
Ce sont des plantes aux fleurs généralement roses, à la corolle vrillée.

## Liste des espèces
Selon "The Plant List" 6 octobre 2012
- Peristrophe aculeata (C.B. Clarke) Brummitt , (1964)
- Peristrophe angolensis Balkwill , ()
- Peristrophe cernua Nees , (1841)
- Peristrophe guangxiensis H.S. Lo & D. Fang , (1997)
- Peristrophe hensii (Lindau) C.B.Clarke , (1900)
- Peristrophe hereroensis Balkwill , ()
- Peristrophe tianmuensis H.S. Lo , (1988)
- Peristrophe transvaalensis Balkwill , ()

Selon NCBI (6 Aug 2010) :
- Peristrophe cernua
- Peristrophe hyssopifolia

## Espèces aux noms synonymes, obsolètes et leurs taxons de référence
Selon "The Plant List" 6 octobre 2012
- Peristrophe bicalyculata (Retz.) Nees  = Dicliptera paniculata (Forssk.) I.Darbysh. , (2007)
- Peristrophe caulopsila PRESL  = Peristrophe cernua Nees , (1841)
- Peristrophe paniculata (Forssk.) Brummitt   = Dicliptera paniculata (Forssk.) I.Darbysh. , (2007)
- Peristrophe pubigera Nees = Justicia pubigera (Nees) C.B. Clarke , (1885)
- Peristrophe tridentata (E. Mey.) Baill. = Isoglossa hypoestiflora Lindau , ()

## Espèces au statut non encore résolu
Selon "The Plant List" 6 octobre 2012
- Peristrophe acuminata Nees
- Peristrophe albiflora Hassk.
- Peristrophe angolensis (S.Moore) K.Balkwill [Unplaced]
- Peristrophe angustifolia Nees
- Peristrophe baphica (Spreng.) Bremek.
- Peristrophe bivalvis Merr.
- Peristrophe blumeana Nees
- Peristrophe brassii R.M.Barker
- Peristrophe brevibractea Bremek.
- Peristrophe caudatifolia Merr.
- Peristrophe chinensis Nees
- Peristrophe ciliata Royle ex Nees
- Peristrophe cliffordii K.Balkwill
- Peristrophe commutata Nees
- Peristrophe contorta Fern.-Vill.
- Peristrophe cordatibractea Merr.
- Peristrophe cumingiana Nees
- Peristrophe dalaora Nees
- Peristrophe decorticans K.Balkwill
- Peristrophe dewevrei De Wild. & T.Durand
- Peristrophe dichotoma Hassk.
- Peristrophe doriae N.Terracc.
- Peristrophe fera C.B.Clarke
- Peristrophe floribunda (Hemsl.) C.Y.Wu & H.S.Lo
- Peristrophe fragilis Nees
- Peristrophe gillilandiorum K.Balkwill
- Peristrophe gracilis Nees
- Peristrophe grandibracteata Lindau
- Peristrophe grandiflora C.S.P.Parish ex C.B.Clarke
- Peristrophe hyasopifolia Merr.
- Peristrophe hyssopifolia (Burm.f.) Bremek.
- Peristrophe jalappifolia Nees
- Peristrophe japonica (Thunb.) T.Yamaz.
- Peristrophe japonica (Thunb.) Bremek.
- Peristrophe keyensis Warb.
- Peristrophe kotschyana Nees
- Peristrophe krebsii C.Presl
- Peristrophe lanceolaria Nees
- Peristrophe lanceolata (Lindau) Dandy
- Peristrophe lancifolia Merr.
- Peristrophe longifolia King & Prain
- Peristrophe luteoviridis C.B.Clarke
- Peristrophe maculata Hochst. ex Nees
- Peristrophe magnibracteata (Collett & Hemsl.) Z.P.Hao, Y.F.Deng & N.H.Xia
- Peristrophe mellerioides Merxm.
- Peristrophe monosemaeophora Bremek.
- Peristrophe montana Nees
- Peristrophe namibiensis K.Balkwill
- Peristrophe natalensis T.Anderson
- Peristrophe nodosa Griff.
- Peristrophe oblonga Nees
- Peristrophe obtusifolia Bremek.
- Peristrophe pallida Nees
- Peristrophe pantjarensis Hochr.
- Peristrophe parva Bremek.
- Peristrophe parviflora Craib
- Peristrophe pilosa Turrill
- Peristrophe pre Herbarium Practice, Following Welman.
- Peristrophe pulchella Voigt
- Peristrophe pumila (Lindau) Gilli
- Peristrophe pumila Lindau
- Peristrophe purpurea (L.) Hochr.
- Peristrophe rivinoides Wall.
- Peristrophe roxburghiana (Schult.) Bremek.
- Peristrophe salicifolia Hassk.
- Peristrophe schimperiana Hochst. ex Nees
- Peristrophe serpenticola K.Balkwill & Campb.-Young
- Peristrophe sibulanensis Merr.
- Peristrophe speciosa Nees
- Peristrophe strigosa C.Y.Wu & H.S.Lo
- Peristrophe tamemensis (Hochr.) Bremek.
- Peristrophe teklei Ensermu
- Peristrophe tinctoria Nees
- Peristrophe undulata Nees
- Peristrophe usta C.B.Clarke
- Peristrophe yunnanensis W.W.Sm.